# Rohrbrunner Forst
Rohrbrunner Forst – obszar wolny administracyjnie (gemeindefreies Gebiet) w Niemczech w kraju związkowym Bawaria, w rejencji Dolna Frankonia, w regionie Bayerischer Untermain, w powiecie Aschaffenburg. Teren jest niezamieszkany.
1 stycznia 2021 z terenu obszaru wolnego administracyjnie 3,33 km² przyłączono do gminy Dammbach oraz 5 728 m² do gminy Weibersbrunn.